# Cyclophora visperaria
Cyclophora visperaria là một loài bướm đêm trong họ Geometridae.